# Naenia contaminatoides
Naenia contaminatoides är en fjärilsart som beskrevs av Karl Schawerda 1931. Naenia contaminatoides ingår i släktet Naenia och familjen nattflyn. Inga underarter finns listade i Catalogue of Life.